# Aeropuerto de Bornholm
El Aeropuerto de Bornholm (en danés: Bornholms Lufthavn) (IATA: RNN, OACI: EKRN) está situado a 5 km al sudeste de Rønne, en la isla de Bornholm, Dinamarca.

## Aerolíneas y destinos

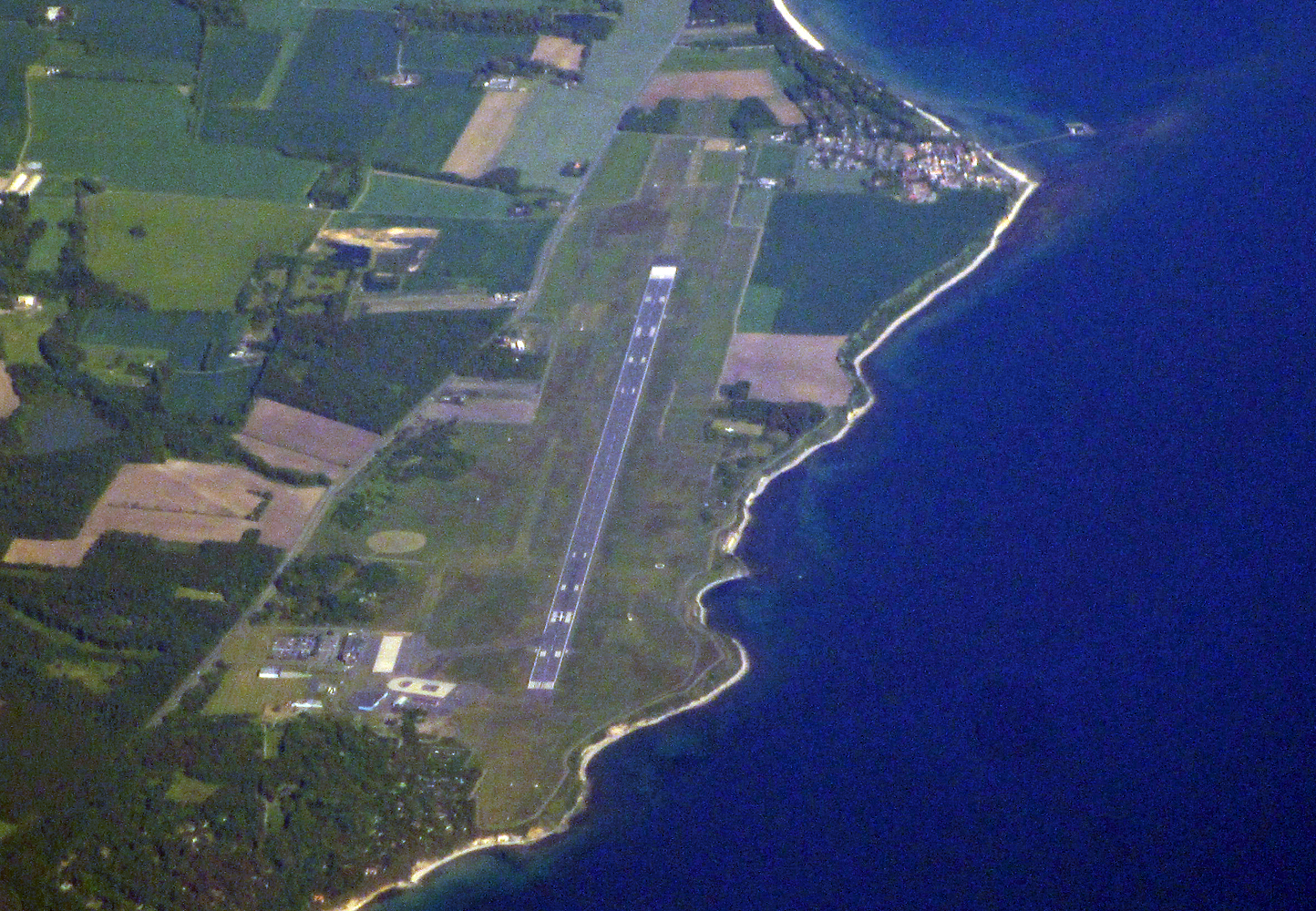
Vista aérea del aeropuerto de Bornholm.

| Aerolíneas            | Destinos                                                                 |
| --------------------- | ------------------------------------------------------------------------ |
| Alsie Express         | Estacional: Sønderborg                                                   |
| Danish Air Transport  | Copenhague-Kastrup Estacional: Aalborg, Aarhus, Berlín, Billund, Esbjerg |
| Norwegian Air Shuttle | Estacional: Copenhague                                                   |
| Scandinavian Airlines | Estacional: Copenhague                                                   |

## Estadísticas
Ver fuente y consulta Wikidata.